# سول كاليبر 6
سول كاليبر 6 (بالإنجليزية: Soulcalibur VI)‏، هي لعبة فيديو من نوع قتال، وهي من تطوير ستوديو بروجكت سول ومن نشر بانداي نامكو إنترتينمنت، من المتوقع أن تصدر اللعبة يوم 19 أكتوبر 2018، وستعمل على منصة إكس بوكس ون، مايكروسوفت ويندوز وبلاي ستيشن 4.

## الموقع الخارجي
- الموقع الرسمي
 (بالإنجليزية)